# Péter Baczakó
Péter Baczakó (27. září 1951, Ercsi – 1. dubna 2008, Budapešť) byl maďarský vzpěrač, držitel dvou olympijských medailí. V roce 1976 vybojoval v Montrealu bronzovou medaili v lehké těžké váze a v roce 1980 v Moskvě zlatou medaili v polotěžké váze.